# Замок Баллимун
Замок Баллимун (ирл. Caisleán Bhaile Muáin) — замок в северо-восточном графстве Карлоу, Ирландия.
Замок построен в 1290—1310 годы. Объявлен национальным памятником. Открыт для посещения. Находится в плохом состоянии.